# Porto Maravilha
Porto Maravilha ist eine Reihe von Baumaßnahmen, welche die Stadt Rio de Janeiro mit der Unterstützung durch den Bundesstaat Rio de Janeiro und die Bundesregierung Brasiliens seit dem Jahre 2010 durchführt.

## Baugebiet und Planungsziele
Das Baugebiet erstreckt sich entlang des Hafens von Rio de Janeiro und umfasst sowohl den Hafen selbst, als auch dort entstandene Industriegebiete sowie ältere bestehende Wohnviertel, wie zum Beispiel Gamboa.
Ziele der Planungen sind unter anderem eine Veränderung der Verkehrsstruktur durch den Abriss der vielbefahrenen Hochstraße Elevado da Perimetral und den Ersatz durch den Neubau des Binário do Porto, die parallel zur alten Hochstraße zum Teil durch Tunnel geführt wurde. Mit der Inbetriebnahme der Binario am 2. November 2013 konnte die alte Elevado geschlossen werden.
Durch die Anlage von 17 km Fahrradwegen soll auch der Verkehrsfluss verändert werden. Ein weiteres Ziel ist die Verbesserung und der Neubau der bisherigen Wasser-, Abwasser- und Entwässerungsleitungen und die Erstellung eines Fiberglasnetzes für die Kommunikation. Die Umwelt soll durch die Pflanzung von 15.000 Bäumen und den Neubau von 3 Kläranlagen verbessert werden.

## Bauphasen
Die erste, von der Öffentlichen Hand finanzierte Bauphase begann 2010 mit dem etappenweisen Abriss der Hochstraße und den Ersatz durch Tunnel. Hierzu wurde unter anderem der zentrale Platz Praça XV gesperrt, über den die Hochstraße verlief. Der Platz wurde nach etwa zwei Jahren Bauzeit 2016 wieder eröffnet, heute ist er Teil der Orla Conde, einer öffentlichen Promenade an der Guanabara-Bucht. Das Programm schließt auch den Bau von zwei Museen ein, darunter das Museu de Arte de Rio (MAR), welches im März 2013 eröffnet wurde. Ferner umfasst es die Errichtung des Olympischen Sporthafens für die
Spiele 2016, sowie andere öffentliche Bauten wie Strandpromenaden, Parks (Erneuerung der bereits 1906 angelegten Hängenden Gärten von Valongo) oder auch den Neubau des Hauptsitzes des Banco Central do Brasil. Die geschätzten Kosten betragen 139 Millionen Reais.
In der zweiten Phase sollen mithilfe von Public-Private-Partnerships (PPP) bis zu 7,6 Milliarden Reales in 15 Abschnitten investiert werden.
2012 wurde der Neubau von fünf 38 Stockwerke hohen Wohn- und Bürohäusern durch die Firma des Immobilieninvestors Donald Trump angekündigt, die zu den Sommerspielen 2016 fertiggestellt sein sollen. Das Gesamtprojekt mit 322.000 Quadratmetern Büros und Wohnungen soll 2,6 Milliarden US-Dollar kosten und umfasst die Anlage von Fußgängertunneln, Fahrradwegen und die Umsiedlung der ca. 1000 bisherigen Einwohner auf dem Baugelände.